# Darlene
 (octobre 2022).
Darlene est un prénom féminin, porté surtout aux États-Unis.

## Personnalités
Pour les articles sur les personnes portant ce prénom, consulter les listes générées automatiquement pour Darlene